# Scapino
Scapino è una maschera della commedia dell'arte, derivata da Brighella, a cui rassomiglia.
Rappresenta il servitore imbroglione, furbissimo e vigliacco: il nome di Scapino, originariamente detto Scappino, deriva infatti dal verbo scappare, e indica l'abitudine costante del personaggio a scegliere la fuga come soluzione più semplice e sbrigativa in ogni caso di pericolo. Con tale nome appare già nel dramma Don Gastone di Moncada di Giacinto Andrea Cicognini, scritto nella prima metà del Seicento. Il personaggio di Cicognini presenta delle caratteristiche proprie, prese in parte dal servo gracioso della commedia spagnola, poiché non è tanto vigliacco nemmeno tanto furbo quanto l'omonima maschera.
Presentato in Francia nel Seicento dal celebre attore comico Francesco Gabrielli, Scapino, con la sua scattante vivacità, conquistò subito il gusto dei parigini. Molière lo prese a modello per la commedia Les Fourberies de Scapin (Le furberie di Scapino, del 1671), e rinnovò il carattere della maschera, arricchendolo di una più raffinata furberia e di una fantasia inesauribile.
Il costume di Scapino, che fino alla prima metà del Seicento fu quello tradizionale degli Zanni, divenne poi simile a quello di Brighella, a righe verdi e bianche con alamari neri. È spesso rappresentato nell'atto di suonare: sebbene appartenga alla schiera di maschere dei servitori, Gabrielli era un valente musicista e connotò in tal modo anche la sua maschera.